# 화산땃쥐
화산땃쥐(Sylvisorex vulcanorum)는 땃쥐과에 속하는 포유류의 일종이다. 부룬디와 콩고민주공화국의 동부, 르완다 그리고 우간다의 고지대 우림에서 발견된다. 자연 서식지는 아열대 또는 열대 습윤 산지 숲과 습지이다. 모식 산지는 르완다 볼껑 국립공원의 해발 3,100m 지역(0°28'S, 29°29'E)이다.